# Culinária do Rio Grande do Norte
A culinária potiguar ou culinária do Rio Grande do Norte (ou ainda culinária norte-rio-grandense) influenciada pela colonização portuguesa e pela cultura indígena está basicamente divida em duas partes: a dos frutos do mar (pelo fato do estado estar localizado no litoral e pela sua localização geográfica privilegiada) e a dos produtos da terra (aquelas que derivam da atividade agropecuária), sem falar dos pratos feitos com produtos da terra como a tapioca, milho verde, coco, etc. e do sucos e doces de frutas tropicais como manga, maracujá, mamão, caju, cajá, mangaba, entre outras.

## Produtos
Os produtos da terra são bastante difundidos em todo o estado, mas o destaque fica para a região do Seridó, especialmente a cidade de Caicó, que tem uma culinária rica, pujante e marcante, criando fama em todo o país. O destaque fica para a carne de sol, queijos de coalho, queijo manteiga (amarelado e oleoso, com uma textura macia, e tem um gosto ligeiramente salgado), sequilhos, manguzá, umbuzada, filhós com mel, "caviar de caju" bolos, biscoitos artesanais, etc.

### Doces
Os doces típicos regionais de fabricação caseira: doce de leite, de coco verde, de frutas tropicais (caju, goiaba, manga, banana, mamão). Encontrado em todas as regiões do Estado.

## Frutos do mar
Por ser líder na produção de camarão, este fica mais restrito à capital do estado e as cidades da Costa das Dunas. Os grandes destaques ficam para o camarão (especialmente para o bobó de camarão), a lagosta, os crustáceos e para a famosa ginga com tapioca (peixe que é frito com o óleo de dendê bem quente e servido com tapioca). Destaque também para a caranguejada (caranguejo fervido ao leite de coco com tomate, pimentão, cebola e temperos) e para a combinação paçoca (carne de sol triturada e desfiada misturada com cebola), feijão verde e macaxeira ou farinha de mandioca.
Outros atrativos são o baião de dois (feijão mais arroz cozinhados na mesma panela com adição de vários ingredientes e temperos) e a galinha a cabidela (ou galinha ao molho pardo). Existe também a "Carne de Sol à Moda Potiguar" diferenciada principalmente pelos acompanhamentos: farofa d'água ou do sertão (farinha de mandioca com cebola e coentro), arroz de leite, feijão verde ou de corda, macaxeira frita ou cozida, salada básica (alface, tomate e cebola) e manteiga da terra (feita de leite natural integral).

## Comidas típicas
Além das já citadas, podemos destacar:
- Cocada – Doce de coco, com açúcar branco ou escuro, consistente, cortada a massa em forma de quadrinhos ou discos.
- Cuscuz – É a massa de milho, pilada, temperada com sal, cozida ao vapor d’água e depois umedecida com leite de coco. Com ou sem açúcar. Era, outrora, de feitura caseira. Atualmente industrializado, é vendido por todo o Brasil. Fazem-no também de mandioca, arroz, macaxeira (aipim) e inhame, contudo o de milho é consumido numa proporção de 95%, cotidianamente com manteiga, figura no café matinal ou na ceia frugal ao anoitecer. Dissolvem-no no leite de vaca, cuscuz com leite, sopinha gostosa e fácil.
- Lingüiça do Sertão – Lingüiça típica do interior do Nordeste.
- Chouriço doce
- Carneiro guisado